# Benedetto Luti
Benedetto Luti (Florencia, 17 de noviembre de 1666-Roma, 17 de junio de 1724) fue un pintor, profesor, marchante y coleccionista de arte italiano que vivió durante los últimos tiempos del barroco.

## Biografía

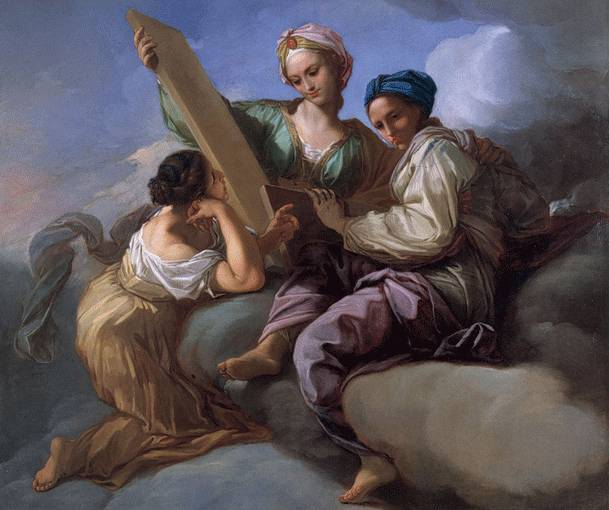
Alegoría de la Sabiduría.

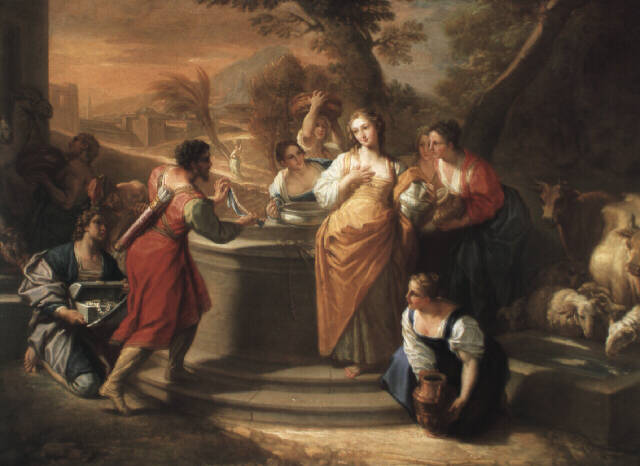
Rebeca en el pozo.

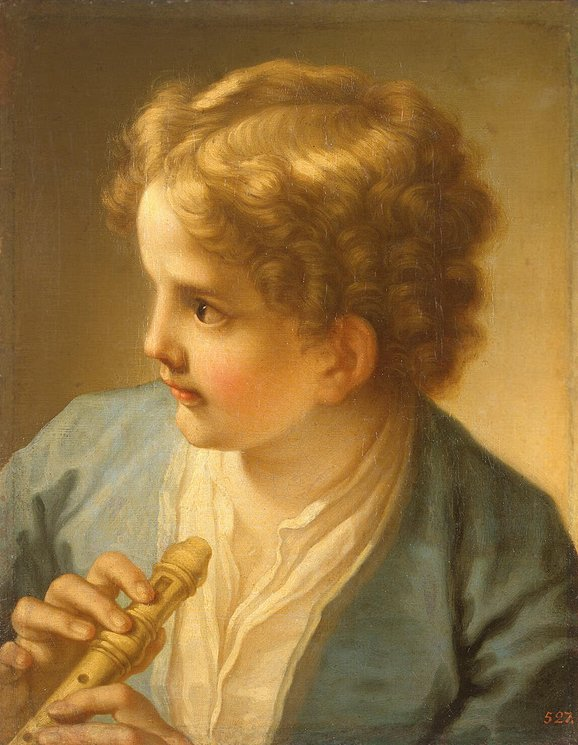
Muchacho con flauta dulce.

Benedetto Luti nació en Florencia el 17 de noviembre de 1666. Se formó como artista, en su ciudad, en el taller de Anton Domenico Gabbiani, donde aprendió el estilo de los últimos grandes artistas barrocos cercanos al estilo de Pietro da Cortona (como confirma Luigi Lanzi), copiando las obras de Andrea del Sarto, Domenichino, Annibale Carracci, Raffaello y Ciro Ferri. Después de un primer periodo de formación florentina, en 1690 se transfirió a Roma, ayudado por Cosimo III de’ Medici que admiraba la habilidad de Benedetto como retratista al pastel. Fue uno de los primeros artistas que empleó esta técnica como producto acabado y no como mera preparación de bocetos. En Roma conoció a Ciro Ferri y devino, junto a Giuseppe Bartolomeo Chiari, uno de los más prestigiosos pintores clasicistas del siglo XVIII gracias a los consejos de Carlo Maratta y Francesco Trevisani.  En la capital italiana, su primer mecenas fue Paolo Falconieri, grande conocedor de arte y frecuentador de la corte de’ Medici (fue agente del cardenal Leopoldo y de Cosimo III de’ Medici). Benedetto fue también coleccionista, profesor y marchante de arte.
Entre 1687 y 1689 Luti pintó La Virgen y las ánimas del purgatorio que es el único ejemplo del estilo florentino del pintor. El cuadro es todavía barroco: la escena está partida en dos, como en el cuadro de Filippo Gherardi en la iglesia del Sufragio en Lucca.
Llegado a Roma en 1690 entró en la Academia de San Luca y en la Academia de Francia en Roma.
Ya en 1691 ganó el concurso clementino con el dibujo representativo Moisés recoge las ofrendas para la reconstrucción del templo y el año siguiente realizó su monumental Caín tras el asesinato de Abel. En 1694 fue elegido académico de San Luca y su fama creció considerablemente.Conoció a muchas familias romanas y también al cardenal Ottoboni. Para él pintó Amore y Psiche, ejemplo de pintura rococó. Entre los pintores que se juntaron con Maratta, que era el pintor más conocido de su tiempo, Luti fue el más original y el único que se alejó de él, creando un estilo completamente nuevo, original y personal.  En 1700 pintó la colcha de palacio Colonna en Roma con la Apoteosis de Martín V, típico episodio rococó. La novedad de esta pintura está en el nuevo respiro que Luti consigue dar a toda la escena, en contraposición a la complejidad típicamente barroca. Totalmente nuevo es el gusto de las diferentes versiones de los episodios Cristo en Emaús y La cena de Simón el fariseo, cuadros con colores típicamente vénetos.
La Magdalena, obra de la cual hablan Pascoli y Lanzi, representa la primera obra pública eclesiástica del pintor y retoma el estilo de Maratta.
En 1708 y en 1709 Benedetto fue elegido dirigente de la Academia de San Luca y desde el 1710 devino agente de la familia Pallavicini. Es gracias a Benedetto que ocurrió el cambio entre un cuadro de Teniers y el famosísimo Mangiafagioli de Annibale Carracci, actualmente en la galería Colonna en Roma.
Con la Vestición de San Raniero para la capilla de familia de Cósimo III, en la Catedral de Pisa, Benedetto une el clasicismo romano, caracterizado por la moderación y el esmero, al barroco florentino; presentando un estilo único y original.
En 1713 empiezan los encargos de Lothar Franz von Schönborn, obispo y elector de Maguncia, para el cual Benedetto pintó Diana y Endimión y Venus y Adonis: estas son las obras que representan mayormente el estilo de Benedetto caracterizado por el novísimo gusto arcadio.
Cuando Maratta murió, en 1713, Luti se convirtió en uno de los pintores más amados de Roma.
Fue maestro de dibujo en la Academia de Francia en Roma, entonces con sede en el palacio Mancini. Fue además maestro de los pintores Giovanni Paolo Pannini, Jean-Baptiste y Charles-André Van Loo.
En 1718 fue elegido, junto a otros pintores como Trevisani, Passeri y Conca, para pintar un ciclo de profetas en San Giovanni en Laterano. Su Isaia es el mejor ejemplo de pintura de su tiempo.
De 1720 es el cuadro en el palacio De Carolis que representa la diosa Diana. El cuadro está caracterizado por la gracia, la elegancia y la dulzura. Se presenta como el prototipo del nuevo gusto rococó.
Fundamental es la producción retratística de Luti: sus autorretratos o el Muchacho con flauta son algunos ejemplos.
No se conservan muchos ejemplos de su pintura porque, como ya se ha dicho, fue también coleccionista, marchante y profesor; estas actividades hicieron perder el tiempo en su carrera de pintor.
Benedetto Luti murió en Roma el 17 de junio de 1724.
Se conocen algunos estudios sobre el maestro;  sobre todo artículos de publicaciones especializadas como el de Moschini en L’Arte, el de Dowley en The art bullettin, o el de Heinzl en The connoisseur, entre otros. La última contribución respecto a la carrera artística de Luti es mérito de Rodolfo Maffeis y su Benedetto Luti. L’ultimo maestro, donde se puede encontrar todo el camino de Benedetto.

## Obras destacadas
- Moisés salvado de las aguas (Galleria dell'Accademia, Florencia)
- Virgen del Rosario (Iglesia del Crocifisso, Pontedera)
- La Magdalena a los pies de Cristo en la casa del fariseo (1691, perdida)
- Dios castiga a Caín tras el asesinato de Abel (1692, Kedleston Hall, Derbys)
- Cristo en Emaús (Galleria dell'Accademia di San Luca, Roma)
- Cupido y Psyché (Galleria dell' Accademia di San Luca, Roma)
- Apoteosis del papa Martín V (Sala del Trono, Palazzo Colonna, Roma)
- Magdalena (Palais National, Compiègne)
- Milagro de Santa Mónica (Galleria Palazzo Barberini, Roma)
- Retrato del cardenal Agostino Fabroni (1706, Colección Gamba, Settimello)
- Anunciación (1712, Monasterio di Sala, Pistoia)
- Vestición de San Raniero (1712, Catedral de Pisa)
- San Carlos Borromeo y los apestados (1713, Gemäldegalerie, Schlessheim)
- Diana y Endimión (1713, Gallerie Schonbörn, Pommersfelden)
- Venus y Adonis (1713, Gallerie Schonbörn, Pommersfelden)
- Santa Ana enseña a leer a la Virgen (1715, Gemäldegalerie, Burghausen)
- Autorretrato (1717, Uffizi, Corredor Vasariano, Florencia)
- Educación de Cupido (1717, Castillo, Wilhemshoehe)
- El profeta Isaías (1718, San Juan de Letran, Roma)
- Retrato de Jacobo Stuart (1718, Royal Gallery, Hampton Court)
- Muchacho con flauta dulce (1720, Museo del Hermitage, San Petersburgo)
- Autorretrato (1720, Uffizi, Corredor Vasariano, Florencia)
- Virgen de los Dolores (1721, Santa Caterina d'Italia, Malta)
- San Antonio (1722, Santi Apostoli, Roma)